# سلالة يوان الحاكمة
كانت سلالة يوان الحاكمة (بالصينية: 元朝)، ورسميًا يوان العظمى (بالصينية: 大元)، وحرفيًا دولة يوان العظمى، إمبراطورية أو سلالة حاكمة في الصين التي أسسها قوبلاي خان، زعيم قبيلة بورجيغن المغولية. تلت يوان سلالة سونغ الحاكمة وتبعها سلالة مينغ. رغم أن المغول حكموا الأقاليم لعقود بما في ذلك منطقة شمال الصين الحديثة، لم يكن حتى عام 1271 أن أعلن قوبلاي خان عن السلالة الحاكمة على الطراز الصيني التقليدي، ولم يكتمل الغزو حتى عام 1279 عندما هُزمت سلالة سونغ الجنوبية في معركة يامن، إذ كانت مملكته، حتى هذه المرحلة، معزولة عن الخانيات المغولية الأخرى وسيطرت على معظم أراضي الصين الحديثة والمناطق المحيطة بها، بما في ذلك منغوليا الحديثة. كانت هذه أول سلالة من غير شعب الهان تحكم الصين بأكملها واستمرت حتى عام 1368 عندما هزمت سلالة مينغ قوات يوان. بعد ذلك، تراجع حكام الجنكيز المهزومين إلى موطنهم المنغولي واستمروا في الحكم كسلالة يوان الشمالية. أتقن بعض أباطرة اليوان المنغوليون اللغة الصينيّة، في حين استخدم آخرون لغتهم الأصلية فقط (أي المنغولية) ونص بّاغس با من الأبجدية التبتية.
كانت سلالة يوان الخانية التي حكمها خلفاء الإمبراطور مونكو خان بعد تقسيم الإمبراطورية المغولية. في التاريخ الصيني الرسمي، تولت سلالة يوان منصب إمبراطور الصين. أسس قوبلاي خان السلالة الحاكمة، ولكنه وضع جده جنكيز خان في السجلات الإمبراطورية بوصفه المؤسس الرسمي للأسرة الحاكمة في تاي زو. في تصريح الاسم السلالي، أعلن قوبلاي عن يوان العظمى اسمًا للسلالة الجديدة، وادعى خلافة السلالات الصينية السابقة من الملوك الثلاثة والأباطرة الخمسة إلى سلالة تانغ الحاكمة.
إضافة إلى لقب إمبراطور الصين، اتخذ قوبلاي خان لقب الخان العظيم، وهو الأسمى بين الخانات التالية: خانية جغتاي، والدولة الإلخانية، وخانية القبيلة الذهبية. على هذا النحو، يُشار إلى اليوان أيضًا في بعض الأحيان بإمبراطورية الخان العظيم. لكن في حين اعترفت خانات الغرب بسيادة أباطرة اليوان أحيانًا، إلا أن خضوعها كان اسميًا وواصلت كل منها تطورها المستقل.

## تاريخيًا

### معلومات أساسية
وحّد جنكيز خان القبائل المغولية من السهوب وأصبح الخان العظيم في عام 1206. وسّع وخلفاؤه إمبراطورية المغول عبر آسيا. في عهد الابن الثالث لجنكيز، أوقطاي خان، دمر المغول سلالة جين الحاكمة الضعيفة في عام 1234، واحتلوا معظم شمال الصين. عرض أوقطاي على ابن شقيقه منصبًا في شينجو بمقاطعة خبي. لم يتمكن قوبلاي من قراءة اللغة الصينية إلا أنه امتلك العديد من معلمي الهان ممن جعلتهم والدته، سرقويتي بيجي، ملازمين له منذ أعوامه الأولى. التمس المشورة من البوذيين الصينيين والمستشارين الكونفشيوسيين. خلف جيوك خان والده مونكو خان كالخان العظيم في عام 1251. منح شقيقه قوبلاي السلطة على الأراضي التي يسيطر عليها المغول في الصين. وبنى قوبلاي مدارس لعلماء الكونفوشيوسية، وأصدر العملات الورقية، وأحيا الطقوس الصينية، وأيد السياسات التي حفزت التطور الزراعي والتجاري. اتخذ من كيانبينغ عاصمة له في منغوليا الداخلية، ثم أطلق عليها لاحقًا اسم شانجو.
انضم العديد من شعبي الهان والخيتان إلى المغول للقتال ضد سلالة جين الحاكمة. انشق اثنان من قادة الهان الصينيين، وهما شي تيانزا وليو هيما، وشياو زالا من الخيتان، وتولوا قيادة ثلاث وحدات تومين في الجيش المغولي. عمل ليو هيما وشي تيانزا في خدمة أوقطاي خان. قاد ليو هيما وشي تيتشانغ جيوشًا ضد شيا الغربية لصالح المغول. كان هناك أربع وحدات تومين لشعب الهان وثلاث لشعب الخيتان، ويتألف كل تومين من 10000 جندي. تولى الجنرالات الثلاثة، شيمبويدير وتابويير وجونغشي، أبناء شياوجيانسيتيشي قيادة وحدات تومين الخيتان الثلاثة بينما تولى الجنرالات الأربعة، هان تشانغ رو ويان شي وشى تيانزا وليو هيما، قيادة وحدات الهان الأربع تحت حكم أوقطاي خان.
شرع مونكو خان بحملة عسكرية ضد سلالة سونغ الصينية في جنوب الصين. فاقت قوة المغول التي غزت جنوب الصين القوة التي أرسلتها لغزو الشرق الأوسط في عام 1256. توفي في عام 1259 دون خليفة له. عاد قوبلاي من محاربة سلالة سونغ في عام 1260 عندما علم أن شقيقه، إريق بوقا (阿里不哥)، طعن في مطالبته بالعرش. عقد قوبلاي مجلس الكورتولاي في كيانبينغ والذي انتخبه ليكون الخان العظيم. أعلن مجلس الكورتولاي الخصم في منغوليا إريق بوقا الخان العظيم، مشعلًا بذلك حربًا أهلية. اعتمد قوبلاي على تعاون رعاياه الصينيين لضمان حصول جيشه على موارد كافية. عزز شعبيته بين رعاياه بنمذجة حكومته على بيروقراطية السلالات الصينية التقليدية واعتماد اسم تشونغتونغ من العصر الصينى. عرقلت قلة الإمدادات إريق بوقا واستسلم في عام 1264. أصبحت جميع الخانات الغربية الثلاثة (القبيلة الذهبية وخانية جغتاي والدولة الإلخانية) مستقلة وظيفيًا، رغم أن الدولة الإلخانية وحدها من اعترف بقوبلاي بصفته الخان العظيم. جزّأ النزاع المدني الإمبراطورية المغولية بشكل دائم.

### حكم قوبلاي خان

#### الأعوام الأولى
ضعضع انعدام الاستقرار الأعوام الأولى من عهد قوبلاي خان. رفض حفيد أوقطاي، كايدو، الخضوع لقوبلاي وهدد الحدود الغربية لملكية قوبلاي. بقيت سلالة سونغ المعادية ولكن الضعيفة عقبة في الجنوب. نجح قوبلاي في تأمين الحدود الشمالية الشرقية في عام 1259 بتنصيب الرهينة الأمير ونجونغ حاكمًا لمملكة غوريو (كوريا)، مما جعلها دولة خاضعة للمغول. هددت الاضطرابات الداخلية قوبلاي. حرض لي تان، صهر أحد كبار المسؤولين، على التمرد ضد حكم المغول في عام 1262. بعد قمع الثورة بنجاح، حدَّ قوبلاي من نفوذ مستشاري الهان في بلاطه. أعرب عن خشيته من أن يكون اعتماده على المسؤولين الصينيين قد تركه عرضة للثورات المقبلة والانشقاقات نحو سلالة سونغ.
مثلت حكومة قوبلاي بعد عام 1262 توفيقًا بين الحفاظ على مصالح المغول في الصين وتلبية احتياجات رعاياه الصينيين. نفّذ الإصلاحات التي اقترحها مستشاروه الصينيون بإضفاء الطابع المركزي على البيروقراطية وتوسيع تداول العملات الورقية والحفاظ على احتكارات الملح والحديد التقليدية. استعاد الأمانة العامة الإمبراطورية وترك الهيكل الإداري المحلي للسلالات الصينية السابقة دون تغيير يذكر. غير أن قوبلاي رفض خطط إحياء الاختبارات الإمبراطورية الكونفوشيوسية وقسم مجتمع اليوان إلى ثلاث مراتب، ثم أربع مراتب بعد ذلك، وتحتل هان المرتبة الأدنى. مارس مستشارو قوبلاي الصينيون سلطات كبيرة في الحكومة، إلا أن رتبتهم الرسمية كانت مبهمة.

#### تأسيس السلالة الحاكمة
هيّأ قوبلاي لنقل العاصمة المغولية من قراقورم في منغوليا إلى خانبالق في عام 1264، وإنشاء مدينة جديدة بالقرب من عاصمة جورشن السابقة تشونغدو (بكين حاليًا) في عام 1266. في عام 1271، أُعلن قوبلاي رسميًا إمبراطورًا للصين وأعلن عام 1272 السنة الأولى لليوان العظمى على طراز سلالة صينية تقليدية.  نشأ اسم الأسرة من كتاب التغيرات (ايجنغ) ويصف «أصل الكون» أو «القوى البدائية». أعلن قوبلاي خنبليق العاصمة الكبرى للسلالة الحاكمة. جرى تغيير اسم العصر إلى زييوان تبشيرًا بعصر جديد من التاريخ الصيني. أضفى تبني اسم السلالة الحاكمة الشرعية على حكم المغول من خلال دمج الحكومة في خطاب الخلافة السياسية الصينية التقليدية. أثار قوبلاي صورته العامة كإمبراطور حكيم من خلال اتباع طقوس اللباقة الكونفوشيوسية وتبجيل الأجداد، مع الاحتفاظ بجذوره كزعيم من السهوب في الوقت ذاته.